# مسجد بيبيك
مسجد بِيبِيك (بالتركية: Bebek Cami)‏ والمعروف سابقا باسم مسجد هومايون آباد. يقع على شاطئ حي بيبيك الواقع في بشكطاش باسطنبول تركيا.
صممه المهندس المعماري معمار كمال الدين والمعروف بميمار كمالين سنة 1913.